# Raïon municipal (Russie)
Pour les articles homonymes, voir Raïon.
Un raïon municipal ou disctrict municipal en Russie est l'un des types de formation municipale, une forme d'autonomie locale qui unit plusieurs agglomérations urbaines, rurales et, éventuellement, des territoires inter-agglomérations, unis par un territoire commun  .
Au 1er janvier 2021, la fédération de Russie comptait 1606 raïons .

Carte des raïons (ou okrougs urbains), avec les sujets fédéraux de Russie en 2015.